# Віллем I
Віллем (Вільгельм) I (нід. Willem I, нім. Wilhelm I., фр. Guillaume Ier; 1772, Гаага, Нідерланди — 12 грудня 1843, Берлін, Пруссія) — перший король Нідерландів (16 березня 1815 — 7 жовтня 1840), герцог Люксембурзький (16 березня — 9 липня 1815), з 9 червня 1815 по 7 жовтня 1840 перший великий герцог Люксембурзький; принц Оранський-Нассауський (як Вільгельм VI), герцог Лімбурзький.

## Вигнання
Був старшим сином Вільгельма V, штатгальтера Нідерландів та його дружини Вільгельміни Прусської.
У 1793—1795 командував нідерландськими військами у війні з французами, що закінчилася у 1795 вступом військ Шарля Пішегрю в Амстердам і втечею Віллема разом з батьком з Нідерландів. Вільгельм V у 1802 відмовився на користь Віллема від призначеної йому імперським сеймом нагороди у Німеччині.
Після смерті батька в 1806 отримав у своє володіння нассауські спадкові землі (Нассау-Діц).
Був одружений з Вільгельміною Прусською. Мав із нею шестеро дітей, з яких живими народились четверо.

## Наполеонівські війни
У війні 1806 служив у прусській армії, був захоплений у полон французами. Наполеон I оголосив його позбавленим земель.
У війну 1809 добровільно зголосився в армію ерцгерцога Карла та брав участь у Битві під Ваграмом. Після поразки Наполеона у Битві під Лейпцигом (1813) він вирушив до Англії, звідки незабаром висадився у Схевенінгені, де його, як правителя усієї країни, привітав народ і тимчасовий уряд. Свої німецькі спадкові землі Віллем прийняв у свою власність ще раніше.

## Утворення королівства Нідерланди. Відділення Бельгії
Віденський конгрес постановив об'єднати Бельгію із Нідерландами в одне королівство, яке отримало назву Об'єднане королівство Нідерландів, і 16 березня 1815 проголошений у Гаазі під ім'ям Віллема I королем Нідерландським і Великим князем Люксембурзьким. Також носив титул Король-Великий Князь. Свої спадкові землі у Німеччині та Нассау змушений був віддати Пруссії. Після цього Віллем жив позмінно у Брюсселі та Гаазі доти, доки Південні Нідерланди, сучасна Бельгія, не відділилися від Північних, сучасних Нідерландів, внаслідок Бельгійської революції 1830. Віллем вперто опирався визнанню незалежності Бельгії, але нарешті в 1839 змушений підкоритися Лондонській угоді 1839.

## Відречення
Величезний державний борг, який виник через політику Віллема I, викликав непопулярність короля. Ще більше вона посилилася через його роман із католицькою графинею Ганрієттою д'Утремон. За таких обставин він вирішив 7 жовтня 1840 передати корону своєму старшому синові Віллему II. Прийнявши титул герцога Нассауського, він перебрався до Берліна, де одружився з графинею д'Утремон.
Помер 12 грудня 1843 у Берліні.

## Родина
Дружина — Вільгельміною Прусською.
Діти:
- Віллем (1792—1849) — наступний король Нідерландів, був одружений із російською княжною Анною Павлівною, мав із нею п'ятеро дітей;
- Фредерік (1797—1881) — був одружений із Луїзою Прусською, мав із нею четверо дітей;
- Пауліна (1800—1806) — померла в дитячому віці;
- Маріанна (1810—1883) — була одружена з Альбрехтом Прусським, мала четверо дітей.

Дружина — Генріетта Адріана Луїза, графиня д'Утремон.
Діти:
- не було

## Цікаві факти
Віллем I єдиний монарх, на честь якого названий мінерал (Віллеміт).